# Fosse trochléaire

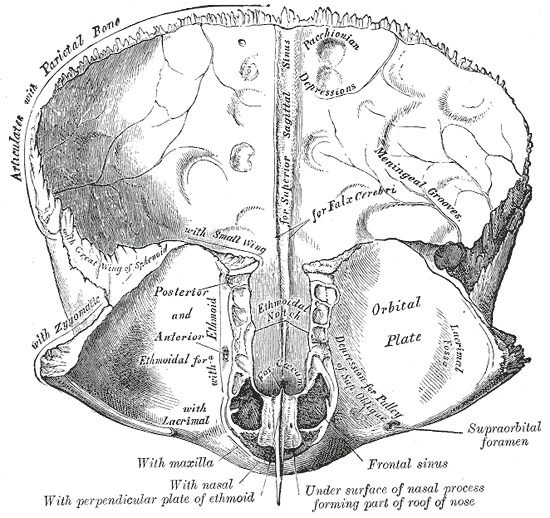

La fosse trochléaire (ou fossette trochléaire) est une légère dépression sur la paroi supérieure de l'orbite sur la face orbitale de l'os frontal  C'est le point d'attache de la trochlée du muscle oblique supérieur.
Dans certains cas la fosse est remplacée ou complétées par une épine trochléaire qui joue le même rôle.